# First Impact
First Impact es el extended play (EP) debut del grupo femenino surcoreano Kep1er, un grupo proyecto formado a través del programa de supervivencia de Mnet Girls Planet 999, emitido en 2021. El álbum fue lanzado el 3 de enero de 2022 por la empresa Wake One Entertainment. Se encuentra disponible en tres versiones: «Connect O», «Connect -» y «Connect 1», incluyendo seis canciones en total, entre las cuales se encuentra «Wa Da Da» y «MVSK» presentando A.C.E, las pistas principalos.

## Antecedentes y lanzamiento
Kep1er fue formado a través del programa de supervivencia de Mnet Girls Planet 999, el cual estuvo al aire desde el 6 de agosto de 2021 hasta el 22 de octubre del mismo año, día en el que se emitió en vivo la final de la competencia y se anunció a las ganadoras. El programa reunió a 99 concursantes provenientes de China, Japón y Corea del Sur para competir por un puesto en el debut de una agrupación femenina multinacional. De las 99 participantes iniciales, solo las 9 aprendices que se posicionen por encima del resto llegarían a formar parte de la alineación final del grupo.
Tras la finalización del programa, se anunció que las 9 miembros comenzarían a prepararse inmediatamente para el debut del grupo a finales de año. Kep1er tenía planificado originalmente debutar el 14 de diciembre de 2021 con su primer EP First Impact, por lo que las pre-órdenes iniciaron el 29 de noviembre. Sin embargo, más adelante se anunció que el debut sería reprogramado para el 3 de enero de 2022 debido a que uno de los miembros de su equipo había dado positivo a COVID-19. El 14 de diciembre, se reveló que las integrantes Mashiro y Xiaoting también habían dado positivo para COVID-19. Posteriormente, el 26 de diciembre, la agencia de Kep1er confirmó que ambas integrantes se habían recuperado por completo de la enfermedad.
El 3 de enero de 2022, Kep1er finalmente lanzó su primer EP First Impact, publicando a la vez el video musical de «Wa Da Da», la pista principal, en diversas plataformas.

## Track listing
| CD / Descarga digital |                                        | | |                                                     |          |  |
| N.º                   | Título                                 | Letras | Música | Arreglo                                             | Duración |  |
| 1.                    | «See the Light»                        | Park Woo-sang                                                                                               | Park Woo-sang, Lee Sang-won | Park Woo-sang, Lee Sang-won                         | 1:52     |  |
| 2.                    | «Wa Da Da»                             | BuildingOwner (PrismFilter), Elum (PrismFilter), Shannon, Danke, Hwang Yu-bin, Odal Park, Yi Seul-ran, Kako | BuildingOwner (PrismFilter), Elum (PrismFilter), Shannon | BuildingOwner (PrismFilter)                         | 3:04     |  |
| 3.                    | «MVSK»                                 | Jeong Ho-hyeon (E.one)                                                                                      | Jeong Ho-hyeon (E.one) | Jeong Ho-hyeon (E.one)                              | 3:11     |  |
| 4.                    | «Shine» (Kep1er ver.)                  | Isran, Inner Child (MonoTree), Seo Ha-young (MonoTree), Albi Albertsson (Mussashi), Mia Kemppainen          | Albi Albertsson (Mussashi), Mia Kemppainen, Kanata Okajima, Hautboi Rich, Inner Child (MonoTree), Seo Ha-young (MonoTree), Ryan Kim, Peter Chun, Sabrina Salmon | Albi Albertsson (Mussashi)                          | 3:35     |  |
| 5.                    | «Another Dream» (Kep1er ver.)          | Park Soo-seok, Seo Ji-eun, Wang Yu-rim                                                                      | Park Soo-seok, Seo Ji-eun | Park Soo-seok, Seo Ji-eun                           | 3:22     |  |
| 6.                    | «O.O.O (Over&Over&Over)» (Kep1er ver.) | Jeong Ho-hyeon (E.one), Hwang Hyun-hyeon (MonoTree), Girls Planet 999                                       | Jeong Ho-hyeon (E.one), Hwang Hyun-hyeon (MonoTree) | Jeong Ho-hyeon (E.one), Hwang Hyun-hyeon (MonoTree) | 4:08     |  |
| 20:26                 |                                        | | |                                                     |          |  |

## Historial de lanzamiento
| Región        | Fecha              | Formato                           | Empresa                                      |
| ------------- | ------------------ | --------------------------------- | -------------------------------------------- |
| Corea del Sur | 3 de enero de 2022 | CD · descarga digital · streaming | Wake One Entertainment · Swing Entertainment |
| Varios        | 3 de enero de 2022 | Descarga digital · streaming      | Wake One Entertainment · Swing Entertainment |